# Сара-Теодора
Сара-Теодора (XIV век, Велико-Тырново — 1380-е, Болгария) — болгарская царица времён второго Болгарского царства, вторая супруга царя Ивана Александра.

## Биография
Источники сходятся во мнении, что Сара была еврейского происхождения и жила со своей семьёй в еврейском квартале в Тырново. Иван Александр развёлся со своей первой женой Теодорой Басараб, которая была вынуждена стать монахиней, а Сара обратилась в православие, приняла имя Теодора и вскоре стала второй супругой царя. Их брак состоялся в конце 1340-х годов. У родилось пятеро детей: сыновья Иван Шишман и Иван Асень V; дочери Кера Тамара, Кераца-Мария, Десислава и Василиса.
Новая царица была известна своей ярой приверженностью своей новой религии. Она была одной из инициаторов церковного совета против евреев. Она восстановила много церквей и построила много монастырей, и именно поэтому стала горячо любима болгарской церковью.
Нет сомнений в том, что Теодора сыграла значительную роль в разделении Болгарской империи между её первенцем Иваном Шишманом и Иваном Срацимиром, единственным выжившим сыном бывшей царицы. Поскольку Иван Шишман был первым сыном, рождённым Иваном Александром после его восшествия на престол, Теодора настаивала на том, что он был единственным законным наследником. Иван Шишман был коронован соимператором своим отцом, который сделал своего старшего сына деспотом Видина. После смерти Ивана Александра в 1371 году Иван Шишман стал царём, а Иван Срацимир объявил Видин отдельным царством. Отношения между двумя болгарскими империями стали холодными и оставались такими, несмотря на нависшую угрозу османского вторжения.
Дата смерти царицы неизвестна, хотя некоторые историки предполагают, что она умерла в конце 1380-х годов.